# Глазов, Александр (футболист)
Александр Глазов (латыш. Aleksandrs Glazovs; 30 апреля 1970) — советский и латвийский футболист, защитник и полузащитник, игрок в мини-футбол. Выступал за сборную Латвии по футболу и мини-футболу.

## Биография
Воспитанник рижской СДЮСШОР. На взрослом уровне начал выступать в клубе РАФ (Елгава) в 1988 году, провёл в его составе четыре сезона во второй и второй низшей лигах СССР. Также в этот период играл в чемпионатах Латвийской и Эстонской ССР среди КФК за молодёжную сборную ЛССР, дубль «Пардаугавы», армейский клуб «Звезда» (Таллин).
После распада СССР выступал в высшей лиге Латвии за клубы «Пардаугава» (Рига), «Видус» (Рига), РАФ (Елгава), «Вилан-Д»/«Динабург» (Даугавпилс), «Гауя» (Валмиера), «ФК Полиции» (Рига). В составе елгавского клуба в 1994 году стал серебряным призёром чемпионата страны. В составе клуба из Даугавпилса завоевал три медали — в 1995 году стал серебряным призёром, а в 1996 и 1997 годах — бронзовым. Финалист Кубка Латвии 1997 года. Всего в высшей лиге Латвии сыграл 111 матчей и забил 3 гола. Принимал участие в матчах еврокубков.
Также играл за зарубежные клубы — в 1993 году в третьем дивизионе Швеции за «Вестерос», а в 1999 году — в высшей лиге Узбекистана за «Насаф» (Карши).
В сборной Латвии дебютировал 12 августа 1992 года в отборочном матче чемпионата мира против Литвы. Всего в 1992—1994 годах сыграл 15 матчей. Победитель Кубка Балтии 1993 года.
После ухода из большого футбола выступал в мини-футболе, более десяти лет играл за сборную Латвии.